# La grande combattente
La grande combattente (The Fighting Lady) è un documentario del 1944 diretto da Edward Steichen con William Wyler (non accreditato) vincitore del premio Oscar al miglior documentario.